# Gents’ of Leicester

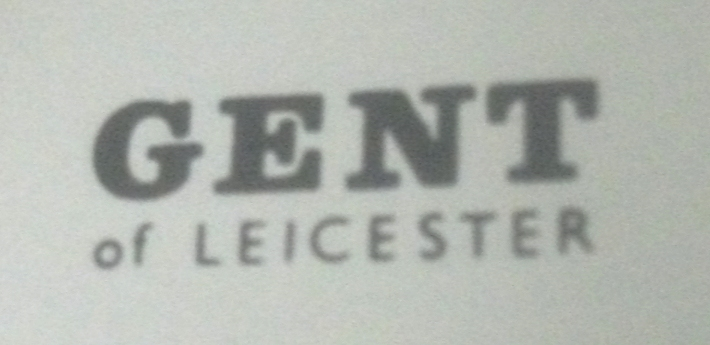
Logo firmy Gent Leicester

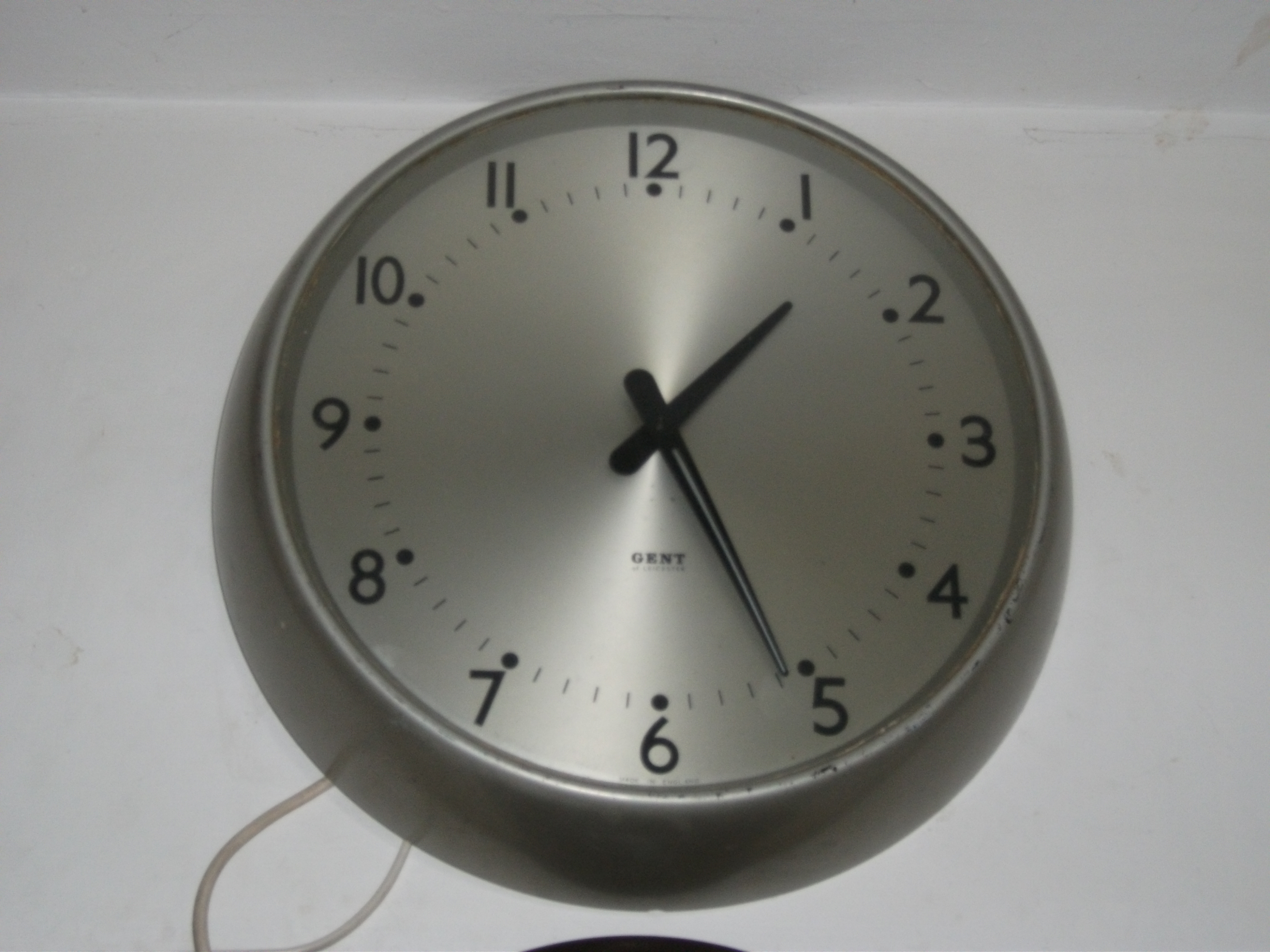
Zegar firmy Gents’ of Leicester

Gents’ of Leicester – brytyjskie przedsiębiorstwo znane jako Gents & Company Limited zajmujące się produkcją zegarków powstałe w 1872 r., założone przez Johna Thomasa Genta w mieście Leicester w Wielkiej Brytanii. Przedsiębiorstwo było producentem zegarków, urządzeń elektrycznych oraz zegarów dla użyteczności publicznej na całym świecie m.in. na dworcach kolejowych budynkach publicznych. Przedsiębiorstwo produkowało również systemy sygnalizacji przeciwpożarowej, dzwonki elektryczne, transformatory, telefony, urządzenia sygnalizacyjne, urządzenia systemu łączności lotniczej i urządzeń radarowych. Siedziba przedsiębiorstwa znajdowała się w mieście Leicester przy ul. Temple Road.
Obecnie przedsiębiorstwo Gents’ of Leicester zajmuje się produkcją systemów wykrywania i sygnalizacji przeciwpożarowej.